# Тойбеково
Тойбе́ково (рос. Тойбеково, марій. Вӱдэҥер) — присілок у складі Совєтського району Марій Ел, Росія. Входить до складу Алексієвського сільського поселення.

## Населення
Населення — 20 осіб (2010; 24 у 2002).
Національний склад (станом на 2002 рік):
- марі — 63 %
- росіяни — 33 %